# Alec Stock
Alec Stock (Peasedown St John, 30 marzo 1917 – Wimborne Minster, 16 aprile 2001) è stato un calciatore e allenatore di calcio inglese, di ruolo attaccante.

## Carriera
Sedette sulla panchina della Roma grazie alla mediazione di Gigi Peronace, ma faticò ad adattarsi al calcio italiano e fu esonerato nel giro di soli quattro mesi, dopo aver perso il treno per una trasferta a Napoli.

## Palmarès

### Allenatore

#### Competizioni nazionali
- Third Division: 1

QPR: 1966-1967
- Coppa di Lega inglese: 1

QPR: 1966-1967